# The Evil Eye (serial cinematografico)
The Evil Eye è un serial muto del 1920 diretto da J. Gordon Cooper e Wally Van. In quindici episodi (ognuno dei quali in due rulli), il film - prodotto e distribuito dalla Hallmark Pictures Corporation - è considerato perduto. Protagonista del film, il pugile Benny Leonard, campione del mondo dei pesi leggeri dal 1917 al 1923.

## Episodi
1. Below the Deadline
2. In the House of the Blind Men
3. The Golden Locket
4. Vengeance of the Dead
5. Trapped by Treachery
6. On the Wings of Death
7. The Double Cross
8. (sconosciuto)
9. (sconosciuto)
10. (sconosciuto)
11. A Monstrous Menace
12. (sconosciuto)
13. (sconosciuto)
14. (sconosciuto)
15. (sconosciuto)

## Produzione
Il film fu prodotto dalla Hallmark Pictures Corporation.

## Distribuzione
Distribuito dalla Hallmark Pictures Corporation, il serial iniziò a uscire nelle sale cinematografiche statunitensi nel maggio 1920.